# Magali Faure

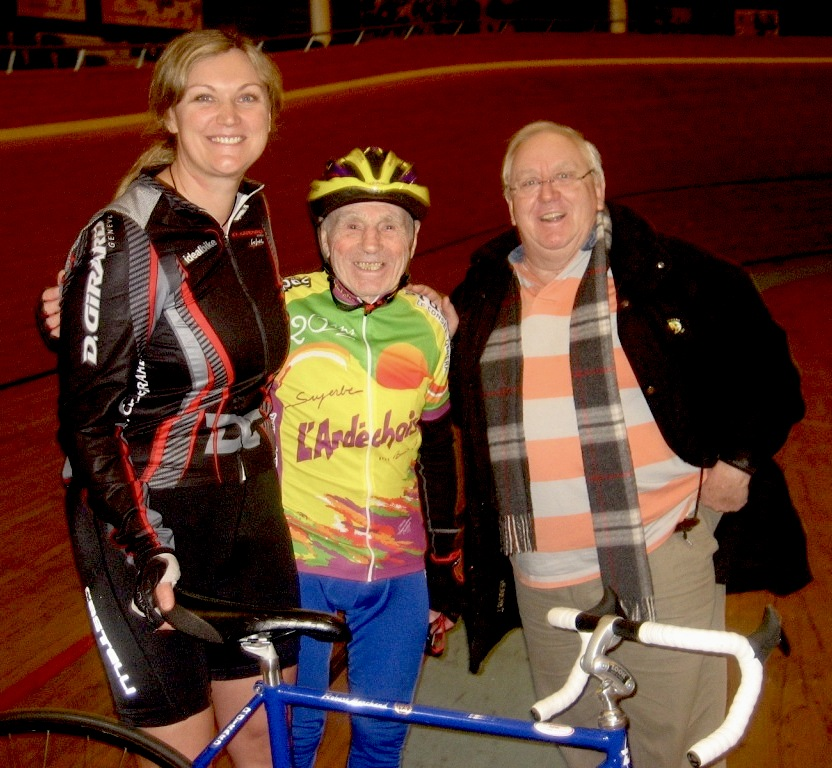
Magali Faure (l.) zusammen mit Robert Marchand (m.)

Magali Faure, verh. Magali Humbert-Faure (* 21. Januar 1972 in Bar-le-Duc) ist eine ehemalige französische Bahnradsportlerin.
Gemeinsam mit Félicia Ballanger gehörte Magali Faure zu den dominierenden Bahnradsportlerinnen Frankreichs in den Kurzzeitdisziplinen in den 1990er Jahren. 1989 wurde sie in Moskau Junioren-Weltmeisterin im Sprint. 1992 und 2001 wurde sie französische Meisterin im Zeitfahren; viele Male stand sie bei französischen Bahnmeisterschaften auf dem Podium, wobei sie sich meistens Ballanger geschlagen geben musste.
1996 und 1997 wurde Faure bei Bahn-Weltmeisterschaften jeweils Dritte, 1996 im Sprint, 1997 im Zeitfahren. Bei den Olympischen Spielen in Sydney belegte sie im Zeitfahren Rang elf. 2001 beendete sie ihre aktive Radsportlaufbahn.